# Somali-See
Koordinaten: 2° 50′ 24″ N, 51° 21′ 36″ O
Die Somali Sea  (Somali Badda Soomaaliyeed, arabisch بحر الصومال, Seselwa La lanmer Somali) ist ein nordwestliches Randmeer des Indischen Ozeans zwischen der Ostküste von Somalia und den Seychellen. Die Küstenlinie erstreckt sich entlang der Küste von Somalia mit den Regional-Staaten (Bundesstaaten) Galmudug, Hirshabelle (Dowlad Goboleedka Hirshabeele ee Soomaaliya  (Somali), ولاية هيرشابيل الصومال  Wilāyat hirshabeele aṣ-Ṣūmāl (Arabisch)), Südwestsomalia, Jubaland, Teilen von Puntland, sowie im Osten entlang der Seychellen-Inseln.

## Geographie
Die Somali-See grenzt im Westen an die Küste von Somalia, wird im Norden vom Guardafui Channel begrenzt, der sich entlang der gedachten Linie von Ras Hafun parallel zum Breitengrad erstreckt, und endet im Osten an der Kante der Somaliaplatte, oder entlang des Längengrades 55th 28′E bei Mahé, La Digue und Curieuse von den Seychellen. Im Süden bildet die Grenze Somalias äquidistante Seegrenze.

### Inseln
In diesem Meeresgebiet liegen zahlreiche Inseln:
- Coëtivy, Seychellen
- Curieuse, Seychellen
- Jasiirada Chovaye, Bajuni-Inseln, Somalia
- Jasiirada Chula, Somalia
- Jasiirada Koyama, Somalia
- La Digue, Seychellen
- Mahé, Seychellen

## Name
Historisch wurde das Meeresgebiet als Azania Sea bezeichnet oder dem Erythräischen Meer zugeordnet. Die südlichen Regionen an der Straße von Mosambik wurden früher auch als Zanj-See arabisch بحر زنج bezeichnet.

## Geschichte

### Zandsch-See
Das Meer von Zandsch (auch: Zandsch-See, en: Sea of Zanj, arabisch بحر زنج, Bahr Zanj) ist ein alter Name für das Gebiet des westlichen Indischen Ozeans im Anschluss an die Küstenregion der Afrikanischen Großen Seen. mittelalterliche arabische Geographen bezeichneten dieses Land als „Zandsch“. Die Bezeichnung taucht in den Reiseberichten von Al Masudi und Ibn Batuta auf.
Das Meer von Zandsch galt als gefährliches Gewässer und es gab zahlreiche Legenden über seine Gefahren, vor allem im fernen Süden. Geographisch war das Gebiet jedoch nur ungenau beschrieben und umfasste weite Meeresregionen, welche die alten Seefahrer mit ihren Daus (dhows) erreichten. Dabei war vor allem der Monsun ein wichtiges Merkmal des Meeresgebiets, dass sich südlich an das Erythräische Meer anschloss und entlang der Küste von Südostafrika bis zur Straße von Mosambik reichte und den Archipel der Komoren und die Gewässer vor der Ostküste von Madagaskar, sowie die Seychellen und die Gewässer nordwestlich der Maskarenen einschloss.

## Gegenwart
Die 2000er und 2010er Jahre waren turbulente Zeiten für die Fischer, die entlang der Küste der Somali-See leben. Illegale Fischerei durch ausländische Fischerei-Schiffe verursachte Schäden mit einem Wert bis zu $300 Mio. laut einem Report der Vereinten Nationen. Mit Hilfe der Küstenpatrouillen des somalischen Admirals Farah Omar Ahmed zwischen 2012 und 2014 konnten die al-Shabaab-Milizen aus der Region Jubaland vertrieben werden. Admiral Ufurow, ein Kommandant der Somali Navy (Ciidamada Badda Soomaaliyeed, القوات البحرية الصومالية) wurde damit beauftragt, das Verklappen von Giftmüll und illegale Fischerei in den somalischen Gewässern zu verfolgen. Der folgende Kommandant Olujog (seit 2018) wurde beauftragt, den Handel der al-Shabaab zu unterbinden und ihre Handelswege zu unterbrechen.
Seit den 2010er Jahren gibt es zunehmend Berichte über Machtkämpfe um einen Zugang zu den Häfen von Somalia zwischen den arabischen Golfstaaten, wie den Vereinigten Arabischen Emiraten und Katar. Aufgrund der hohen Versicherungskosten gegen Piraterie gehören die Frachtkosten für Handels- und Frachtschiffe in den Gewässern der Somali-See zu den höchsten Frachtkosten weltweit.
2014 verklagte Somalia die Regierung von Kenia wegen Grenzverletzungen im Zusammenhang mit illegalen Ölbohr-Aktivitäten in der Ausschließlichen Wirtschaftszone von Somalia. Im folgenden Jahr brachte Mogadischu den Fall vor den Internationalen Gerichtshof.

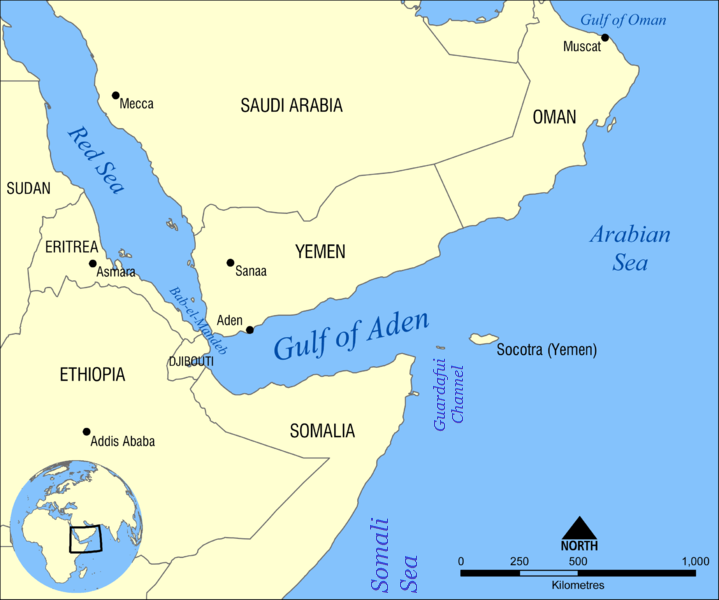
Somali-See am unteren Rand

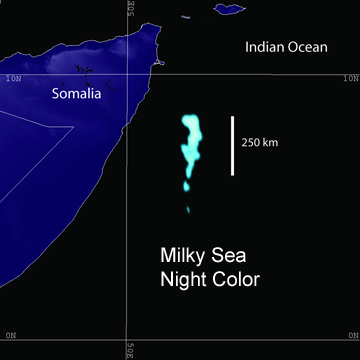
„Milky sea effect“ vor der Küste von Somalia in der Somali-See.

## Ökologie
Die zentrale Region der Somali-See zeigt ein weithin sichtbares Phänomen von Meeresleuchten in einem etwa 250 Kilometer langen Streifen. Große Meeresregionen leuchten dabei hell genug, dass dieses Phänomen bei Nacht von Satelliten dokumentiert werden kann. Wissenschaftler schreiben das Phänomen dem Vorhandensein von biolumineszenten Bakterien oder Dinoflagellaten zu, die das Meer einheitlich in einem hellblauen Schimmer erstrahlen lassen.